# Besleria tambensis
Besleria tambensis är en tvåhjärtbladig växtart som beskrevs av Conrad Vernon Morton. Besleria tambensis ingår i släktet Besleria och familjen Gesneriaceae. Inga underarter finns listade i Catalogue of Life.